# Macrocarpaea gravabilis
Macrocarpaea gravabilis är en gentianaväxtart som beskrevs av Jason Randall Grant. Macrocarpaea gravabilis ingår i släktet Macrocarpaea och familjen gentianaväxter. Inga underarter finns listade i Catalogue of Life.